# 보여이 야노시

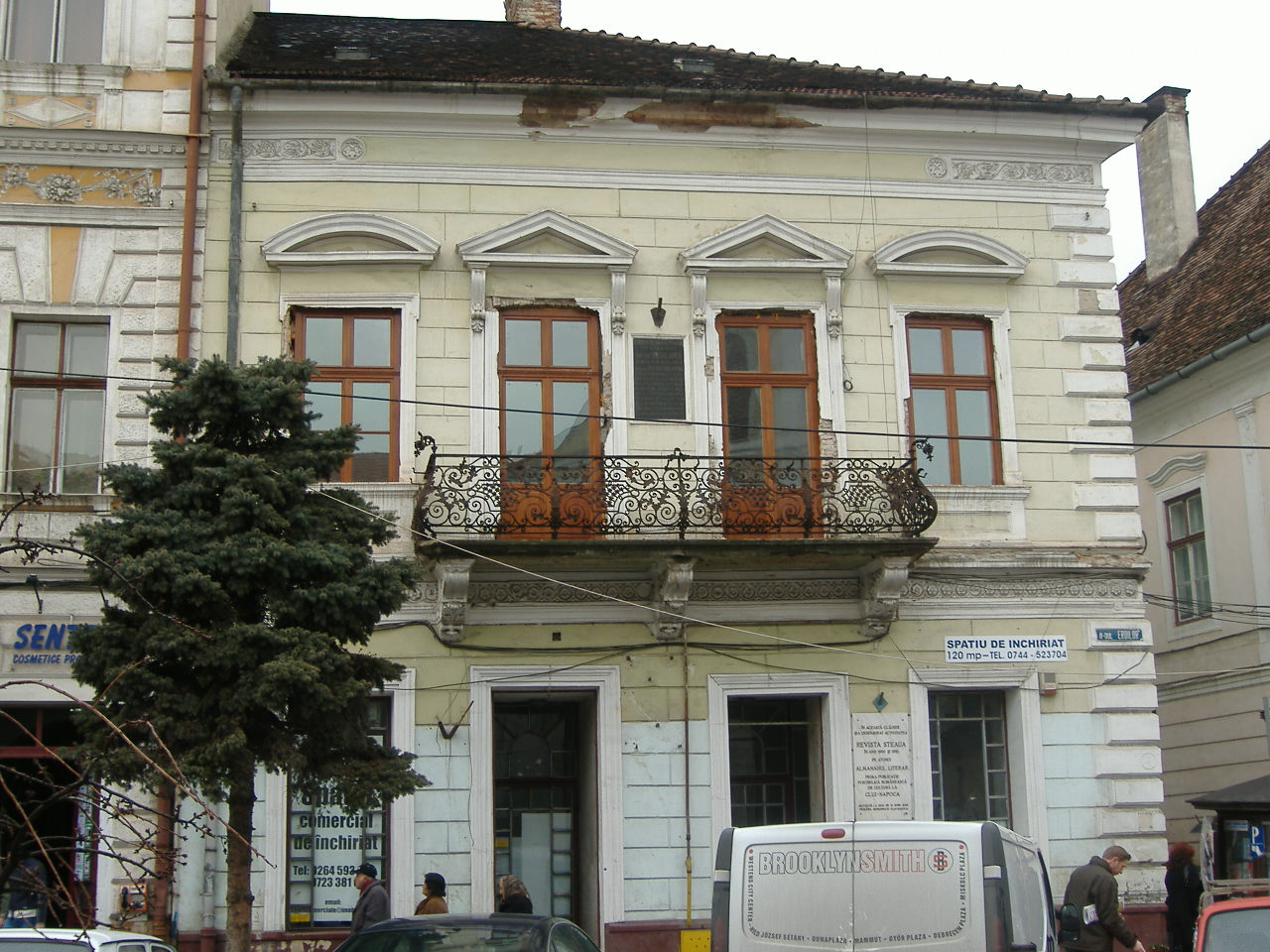
보여이가 태어난 곳

보여이 야노시(헝가리어: Bolyai János, IPA: [ˈboːjɒi ˈjaːnoʃ], 1802년 12월 15일 ~ 1860년 1월 27일)는 헝가리의 수학자다. 비유클리드 기하학의 창시자 가운데 하나다.

## 생애
트란실바니아의 클라우젠부르크(독일어: Klausenburg, 오늘날 클루지나포카)에서 태어났다. 아버지 보여이 퍼르커시(헝가리어: Bolyai Farkas)는 수학자였고, 어머니는 벤쾨 수산나(헝가리어: Benkő Zsuzsanna)였다.
13세에 아버지로부터 미적분학을 통달하였다. 빈 공과대학교에서 1818년~1822년 동안 공부하였다. 또한, 중국어와 티베트어를 비롯한 9개의 외국어를 배웠으며, 바이올린에도 능숙해 빈에서 연주회를 열었다.
보여이는 오랜 기간 동안 에우클레이데스의 원론에 등장하는 평행선 공준을 다른 공준들로부터 증명하려고 시도하였으나 실패하였다. 보여이의 아버지는 아들의 건강을 우려해 다음과 같이 적었다.
| “ | 제발 포기하려무나. 정욕과 같이 기피해라. [평행 공준에] 몰입하는 것도 [정욕과] 마찬가지로 네 시간과 건강, 평온, 행복을 앗아갈 수 있단다. For God's sake, I beseech you, give it up. Fear it no less than sensual passions because it too may take all your time and deprive you of your health, peace of mind and happiness in life. | ” |

보여이는 이러한 연구에 의해, 평행선 공준이 사실 다른 공준들과 독립적이고, 평행선 공준을 따르지 않는 비유클리드 기하학을 발견하게 되었다. 보여이는 이 발견에 대하여 아버지에게 보낸 서신에 다음과 같이 적었다.
| “ | 저는 무(無)로부터 다른 신세계를 창조하였습니다. I created a new, different world out of nothing. | ” |
|   | —                                                                                                |   |

1820년과 1823년 사이 보여이는 비유클리드 기하학에 대한 논문을 집필하였다. 이는 1832년 보여이의 아버지가 쓴 수학 교과서의 부록에 수록되었다. 카를 프리드리히 가우스는 이를 읽고 다음과 같이 평하였다.
| “ | 이 보여이라는 젊은 기하학자는 일류의 천재라네. I regard this young geometer Bolyai as a genius of the first order. | ” |

1860년 트란실바니아에서 사망하였다.